# SMS G 197
G 197 – niemiecki niszczyciel z okresu I wojny światowej. Okręt typu 1906 (S138), szósta i jednocześnie ostatnia jednostka podtypu G 192. Po wojnie przejęty przez Wielką Brytanię i złomowany w 1921 roku.